# Staffellidae
Staffellidae es una familia de foraminíferos bentónicos de la superfamilia Fusulinoidea, del suborden Fusulinina y del orden Fusulinida. Su rango cronoestratigráfico abarca desde el Viseense (Carbonífero inferior) hasta el Djulfiense (Pérmico superior).

## Discusión
Clasificaciones más recientes incluyen Staffellidae en la superfamilia Staffelloidea, y en la subclase Fusulinana de la clase Fusulinata.

## Clasificación
Staffellidae incluye a las siguientes subfamilia y géneros:
- Subfamilia Staffellinae
  - Caspiella †
  - Chenia †
  - Eoverbeekina †
  - Haoella †
  - Hayasakaina †
  - Jinzhangia †
  - Leella †
  - Mufushanella †
  - Nankinella †, también considerado en subfamilia Nankinellinae
  - Palaeoreichelina †
  - Palaeostaffella †
  - Pamirina †
  - Pisolina †
  - Reitlingerina †, también considerado en subfamilia Nankinellinae
  - Sphaerulina †
  - Staffella †
  - Zarodella †

Otros géneros considerados en Staffellidae son:
- Chinlingella †, aceptado como Pamirina
- Levenella †, aceptado como subgénero de Pamirina, es decir, Pamirina (Levenella)
- Levenia †, considerado subgénero de Pamirina, es decir, Pamirina (Levenia), y sustituido por Levenella
- Nanpanella †, aceptado como subgénero de Pamirina, es decir, Pamirina (Nanpanella)
- Nummulostegina †, de posición taxonómica incierta
- Turgutia †, aceptado como Chenia